# Chiusa con te (XXX)
Chiusa con te (XXX) è un singolo della cantautrice italiana Giordana Angi, pubblicato l'8 luglio 2016.

## Tracce
1. Chiusa con te (XXX) – 3:22